# Jérémie Courtois
Jérémie Courtois, né le 26 janvier 1987 à Baden-Baden en Allemagne, est un handballeur français ayant grandi au club de Cognac. 
En 2009, il rejoint le club de Niort, en Nationale 2 pour 1 an, puis le club de Saint-Marcel Vernon, en deuxième division.
En 2012, il rejoint le Pays d'Aix Université Club handball qui vient tout juste d'être promu en première division.
Après quatre saisons, il rejoint en 2016 le Tremblay-en-France avec lequel il remporte le Championnat de France de Division 2 en 2017.
Puis en 2018, il retourne en Proligue (D2) au Saran Loiret Handball.